# Prêmio Nerode
O Prêmio Nerode (em inglês:  Nerode Prize) é um prêmio em ciências da computação teórica concedido por pesquisas de destaque na área da complexidade parametrizada. É concedido pela European Association for Theoretical Computer Science e European Symposium on Algorithms. Foi concedido a primeira vez em 2013.

## Recipientes
- 2013: Chris Calabro, Russell Impagliazzo, Valentine Kabanets, Ramamohan Paturi e Francis Zane
- 2014: Hans Leo Bodlaender, Rod Downey, Michael Fellows, Danny Hermelin, Lance Fortnow e Rahul Santhanam
- 2015: Erik Demaine, Fedor Fomin, Mohammad Hajiaghayi e Dimitrios Thilikos
- 2016: Andreas Björklund
- 2017: Fedor Fomin, Fabrizio Grandoni e Dieter Kratsch
- 2018: Stefan Kratsch e Magnus Wahlström
- 2019: Noga Alon, Raphael Yuster e Uri Zwick